# محمية البويالوب

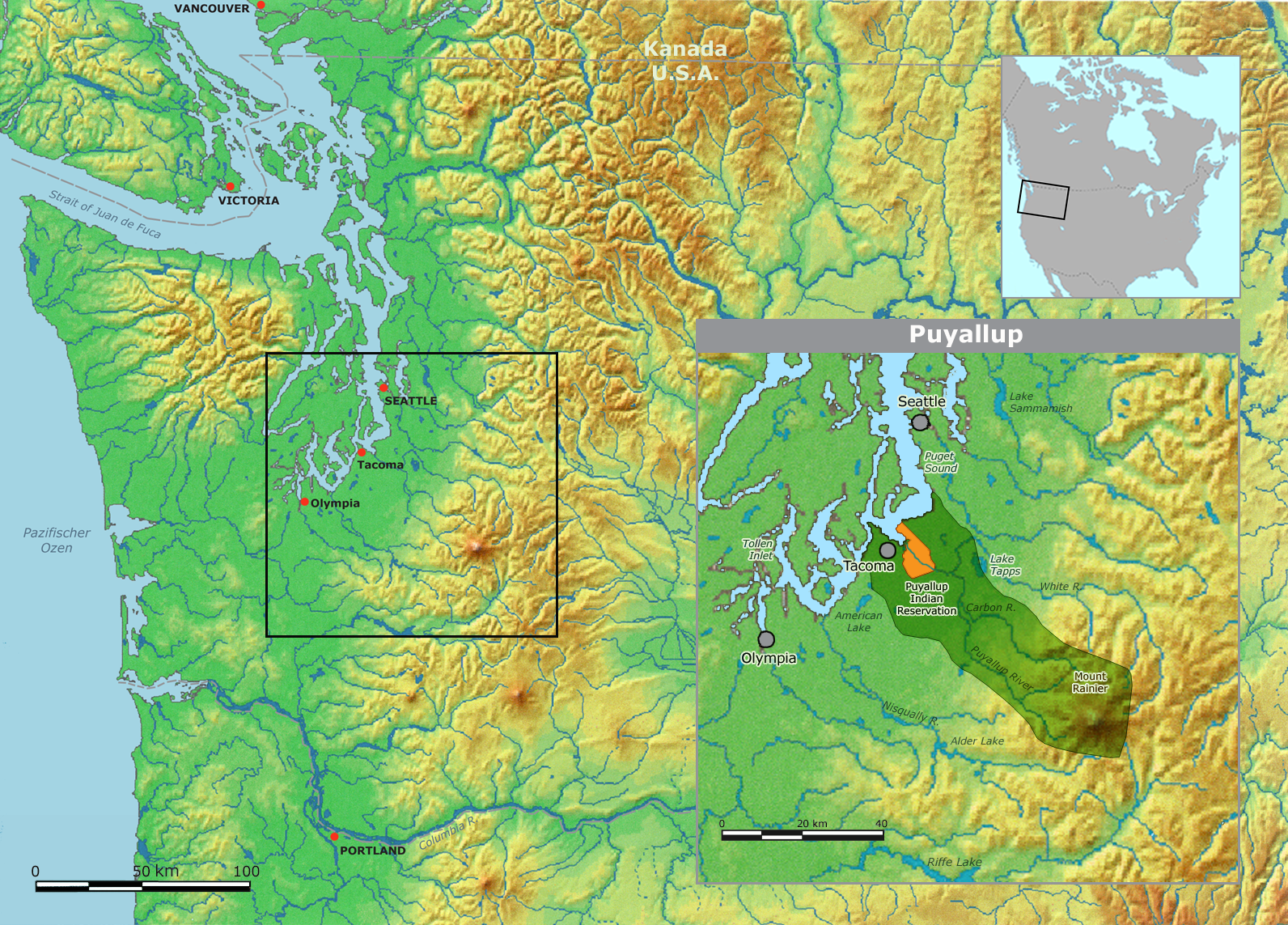
Puyallup

محمية البويالوب بالانجليزية (Puyallup people) كان سكان البويالوب معروفين (باسم سبويالوبوبش) من لغة أذربيجانية (اللغة الرسمية لجمهورية أذربيجان) والذي يعني الكرم والعطاء والترحيب لجميع الاشخاص (اصدقاء أو الغرباء) لمن كانوا يدخل ارضهم ويزوروهم، مشهورين اليوم باسم قبيلة بويالوب من الهنود، وهي قبيلة ساليش الساحلية الأمريكية المعترف بها فيدراليا من ولاية واشنطن الغربية، في اواخر 1854، بعد توقيع معاهدة ميديسن كريك مع الولايات المتحدة (بالإنجليزية: Treaty of Medicine Creek) تم نقلهم قسراً على أراضي التحفظ (وهي المنطقة التي تم حجزهم فيها والمتمثلة بالمحمية) المعروفة اليوم بتاكوما في واشنطن، يبلغ عدد سكانها المسجلين اليوم 4000 نسمة ومنهم 2500 نسمة ما زالوا يعيشون على التحفظ.
محمية البويالوب الهندي هو واحد من معظم التحفظات الهندية الحضرية في الولايات المتحدة، وهي تقع في شمال مقاطعة بيرسي مع قسم صغير جداً، تمتد شمالاً إلى مدينة الطرق الاتحادية في مقاطعة كينغ (واشنطن)، وتتعتبر جزءاً من سبع مجتمعات في منطقة تاكوما الحضرية تمتد إلى أراضي التحفظ.
المجتمعات التي شكلت عدد السكان الذي ذكرت سابقاً هي تاكوما Tacoma ، والر Waller ، فايف Fife ، ميلتون Milton ، إدجوود Edgewood ، بويالوب Puyallup ، والطريق الاتحادي. تبلغ مساحة هذا التحفظ 73.935 كيلومتر مربع، ويبلغ عدد السكان المقيمين في عام 2000 (41,341 شخص). أكثر من 72% من السكان ضمن حدود التحفظ التي تم تحديدها وهي من القوقازية فقط (الأوروبية - الأمريكية) وهؤلاء هم غالباً غير الأمريكيين الأصليين، و 3.2% فقط من الأمريكيين الأصليين. والبويالوب كما هو الحال مع القبائل الأمريكية الأصلية الأخرى استوعبت العرقيات الأخرى من خلال التزاوج والتبني وأنشأوا أطفالاً مختلطين عرقيا للتعرف على القبيلة، ثقافيا وإثنيا.

## التاريخ
محمية البويالوب تحدثت في الاصل لغة محلية معروفة بلغة تولشوتسيد (لغة محلية للغة لوشتسيد الجنوبية لأسرة اللغات ساليشان) والتي كانت منتشرة بين الشعوب الاصلية في الساحل الشمالي الغربي، حيث كانوا يشتركون في ثقافة مماثلة لثقافة القبائل الشمالية الغربية الأخرى والذين كانوا يعتمدون في نظامهم الغذائي على سمك السلمون والاسماك الإقليمية الأخرى.

## التحفظ وتاريخ الصراع
وتبلغ مساحة التحفظ 73.935 كيلومتر مربع (28.547 ميل مربع)، هي واحدة من أكبر التحفظات في الشمال الغربي، وعلى الرغم من حجمها، فإنها غالباً ما لا تظهر على خرائط واشنطن لأنه تم بيعها تماماً لغير المواطنين.
منذ منتصف القرن التاسع عشر، بدأ الأمريكيون الأوروبيون يدخلون المنطقة بأعداد أكبر. وأرادت الولايات المتحدة أن تمكِّن هؤلاء الأشخاص من تنمية أراضيهم واستيطانهم. رتبوا ذلك مع بويالوب وعدة قبائل أخرى، بموجب معاهدة الطب كريك (1854)، حتى تتنازل القبائل عن الأراضي إلى الولايات المتحدة والذهاب إلى منطقة أكثر تقييدا من التحفظ. وقد تم تحديد هذا في البداية للإقامة فقط من قبل أفراد القبائل. وكان لدى ممثلي بويالوب وممثلي الولايات المتحدة مفاهيم مختلفة عن الممتلكات التي لم يفهموها تماماً. وبينما فقدت القبيلة معظم أراضيها التاريخية، احتفظت بحقوق الصيد والجمع في تلك الأرض.
بلغ سعر ميناء تاكوما وقبيلة بويالوب إلى تسوية قدرها 163$ مليون دولار في الفترة 1989-1990، التي أكد عليها قانون الاستيلاء على الهنود في بويالوب لعام 1989. وأصبحت واحدة من أكبر المستوطنات للمطالبة بالأراضي الهندية في القرن العشرين.

## الحكومة
في عام 1936 تم تشكيل الحكومة القبلية بموجب قانون ومعاهدة ويلر هوارد (المعروف أيضا باسم قانون إعادة التنظيم الهندي)، وتخول القبائل الأمريكية الأصلية لإعادة تأسيس حكوماتهم. فقد كتبت القبيلة دستورا يخلق حكومة تمثيلية منتخبة في مجلس القبائل، تدعمها محكمة قبلية لبعض المستويات من القضايا بين أعضائها القبليين.

### المجلس القبلي
المجلس القبلي هو هيئة منتخبة من سبعة أشخاص يشرفون على تشغيل جميع البرامج القبلية، ويخول المجلس القبلي السلطة التي يحكمها الدستور، ويعمل المجلس كهيئات تشريعية وإدارية في الحكومة. ويتم انتخاب الأعضاء من قبل الأعضاء العامين لمدة ثلاث سنوات.
القبيلة تدير العديد من البرامج التي تكون مفتوحة للجمهور خارج الأعضاء المسجلين، ومن بين برامجها تدير القبيلة مدرسة ليششي الرئيسية لأطفال القبائل.
كما تنتخب القبيلة بصفة عامة رئيسا يعمل مباشرة مع المجلس. والرئيس الحالي لقبيلة بويالوب هو بيل ستيرود.

### المحكمة القبلية
وأنشئت المحكمة القبلية ومحكمة الأطفال (يشار إليها باسم «المحكمة») بموجب دستور قبيلة بويالوب، وتتمثل مهمة المحكمة في تطبيق القوانين المكتوبة لسلطتها التشريعية، مع الاعتراف بالعادات والتقاليد الأصيلة لشعبها. وتتخصص المحكمة في حماية حقوق الناس من خلال الإجراءات القانونية، وتعمل القبيلة على حماية الأطفال والشيوخ «الذين يعتبرون مقدسين»، ورئيس المحكمة هو داروين لونغ فوكس.

## التنمية الاقتصادية
uفي البداية، أرادت الحكومة الفيدرالية للأميركيين الأصليين تطوير المزارع الأسرية التي كانت نموذجًا للأمريكيين الأوروبيين. فلم يعتمد شعب البويالوب على هذا المفهوم. وظلوا متورطين بعمق في صيد الأسماك، التي تشكل جزءاً مهماً من ثقافتهم محاطة بالطقوس الروحانية.
uمع التغيرات الاقتصادية والاجتماعية في القرنين العشرين والحادي والعشرين، احتاجت القبيلة إلى تطوير مصادر أخرى للعمالة والدخل أكثر من الزراعة لشعبها. في القرن العشرين، ولدت القبيلة الدخل من خلال مبيعات السجائر. يمكنهم بيعها بسعر أقل وخالية من الضرائب لغير السكان الأصليين، حيث أن حجزهم هو إقليم سيادي ولا يحتاجون إلى دفع ضرائب الدولة من أعمالهم. في السنوات الأخيرة، وقعت القبيلة اتفاقية مع ولاية واشنطن لبيع السجائر مع الضرائب المدفوعة. تتشارك القبيلة والدولة في إيرادات الضرائب المجمعة من مبيعات السجائر.